# N. 1 Poultry
N. 1 Poultry è un edificio nella City di Londra, destinato ad uso ufficio e commerciale. Occupa l'apice dove le estremità orientali di Poultry e Queen Victoria Street si incontrano in Mansion House Street, l'accesso occidentale all'incrocio di Bank.
Su progetto di James Stirling è stato realizzato dopo la morte dell'architetto. Ha sostituito un precedente edificio commerciale neogotico, con torretta conica, di proprietà dell'immobiliarista Rudolph Palumbo e successivamente di suo figlio, Peter Palumbo. Un'altra opzione era un grattacielo minore modernista progettato da Ludwig Mies van der Rohe alla maniera del Seagram Building di New York, ma abbandonato dopo aver fallito un influente scontro architettonico e di pianificazione negli anni 1970. Prevalse il design alto ma meno imponente, in uno stile postmoderno con un guscio esterno di bande uniformi di pietra rosa e gialla tenue. La punta dell'apice, come nel primo progetto, ha un quadrante di orologio ma più alto, sopra un grande apice appuntito con 30 vetri.
L'edificio è stato costruito dopo la morte di Stirling. Nel 2016, il proprietario del terreno aveva proposto una modifica esterna. Utenti dell'edificio, esperti e vicini hanno convinto gli esperti dell'ente britannico designato a proteggere e riconoscere l'edificio e lo hanno fatto inserire nella notevole categoria di edifici elencati di grado II*, rendendolo, all'epoca, il più giovane edificio in Inghilterra ad essere inserito nella categoria. Il ristorante sul tetto è stato utilizzato come apparente punto di partenza dell'elicottero della Regina nella cerimonia di apertura delle Olimpiadi estive del 2012.

## Panoramica

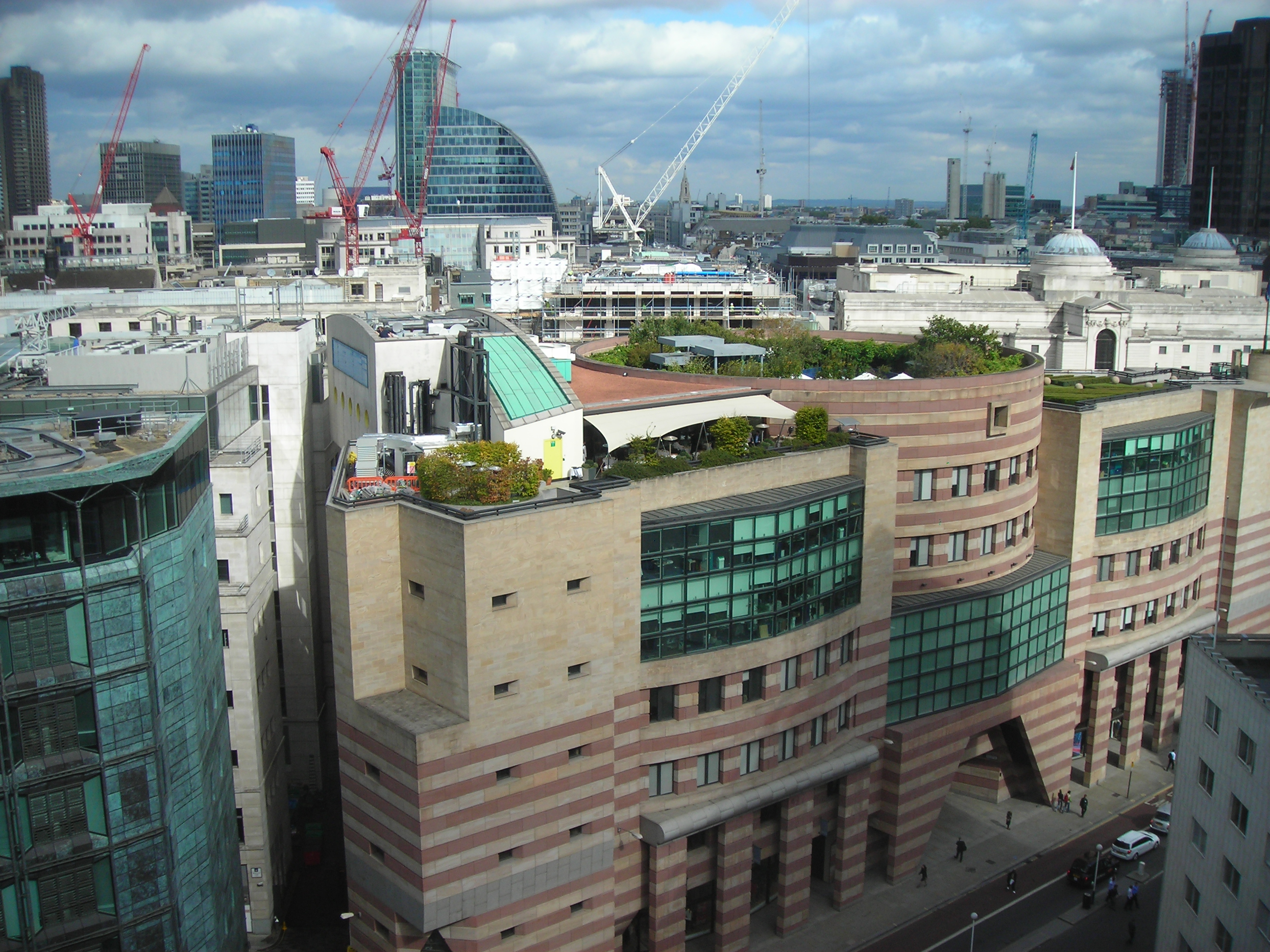
Ristorante Coq d'Argent sul tetto di N. 1 Poultry

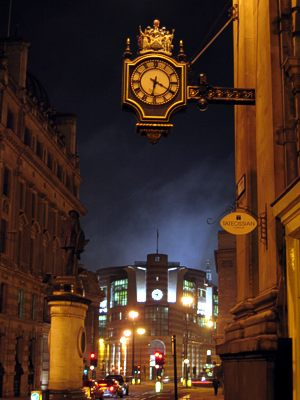
Veduta notturna, dalla strada prospiciente l'apice dell'edificio, Cornhill

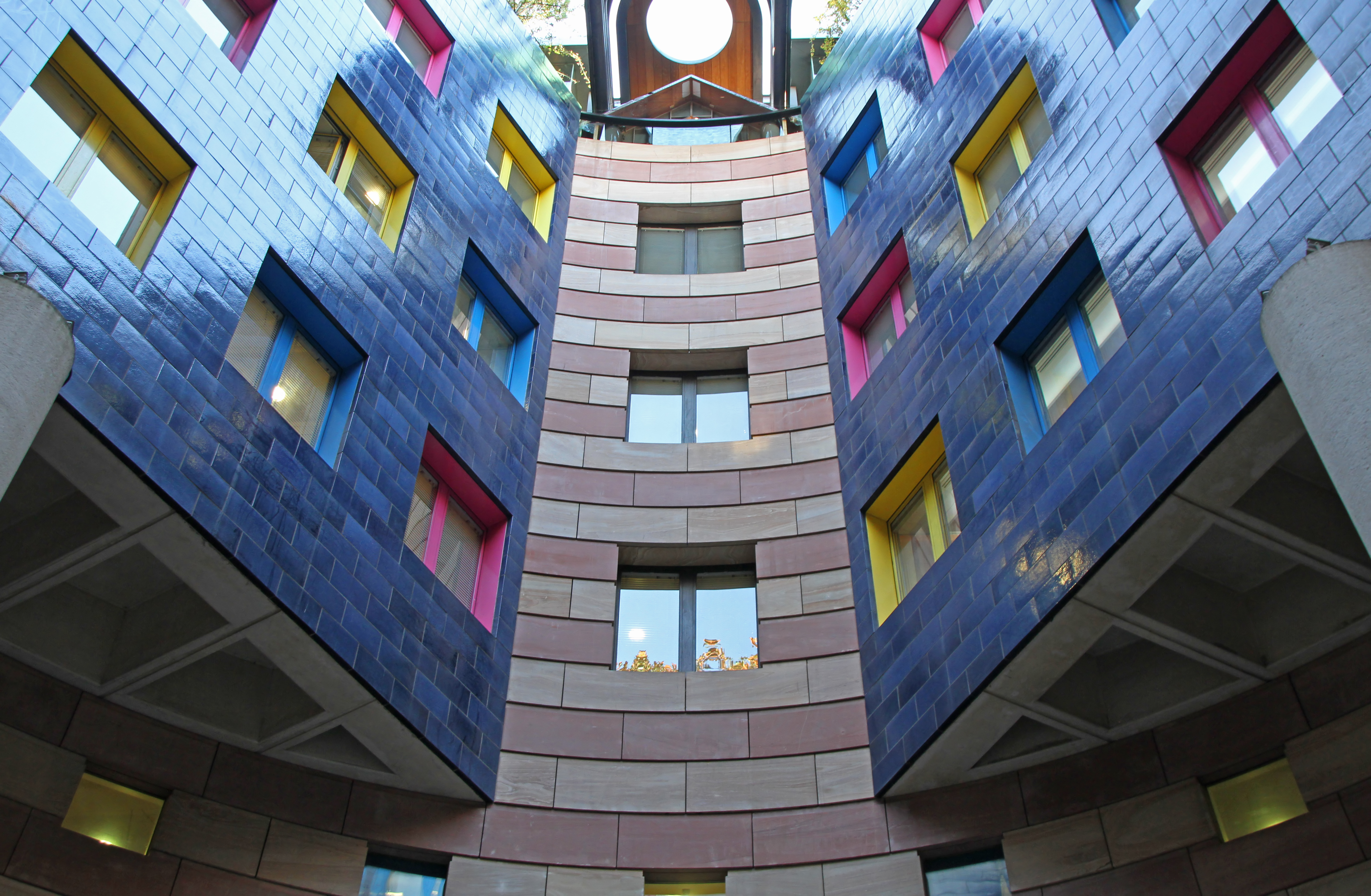
Finestre dell'atrio interno

L'edificio attuale è stato completato nel 1997, cinque anni dopo la morte dell'architetto Stirling e tre anni dopo l'inizio della costruzione. È una struttura postmoderna, con l'uso di forme e colori audaci. È rivestito di calcare rosa e giallo a strisce regolari (e pietre nell'arco apicale, cioè conci) mentre il cortile, un atrio, mostra alcuni dei caratteristici giochi di colori di Stirling.
Come molti importanti edifici postmoderni, l'immaginario è ricco di riferimenti. Ad esempio, dall'apice acuto del sito un'apertura a forma di buco della serratura conduce a una Scala Regia con un pavimento a rampe, un terminale in foglia d'oro e un'aura egiziana antica che porta i visitatori nel cuore dell'edificio. Destinato all'ingresso privato del proprietario del sito, Palumbo, questo spazio è ora poco utilizzato. Palumbo ha venduto lo sviluppo prima del completamento della costruzione. La torretta sopra è a volte paragonata a una torre di comando sottomarina mentre l'orologio vetrato a due lati è nel concetto e nei dettagli quello dell'epoca art déco del Palazzo delle Poste di Napoli.
Completato quasi due decenni dopo la pubblicazione dei primi progetti, l'edificio ha visto una serie di opinioni smorzate e divise da parte dei principali critici alla fine del periodo d'oro del postmodernismo. Tra i lettori della rivista Time Out, è stato votato il quinto peggior edificio a Londra.
A seguito di una richiesta generalmente supportata da vicini, utenti ed esperti, l'edificio è stato protetto e riconosciuto per legge come classificato Grade II* il 29 novembre 2016. Il principale sostenitore è stato la Twentieth Century Society per bloccare una pianificata riprogettazione della struttura, mentre il principale avversario era il proprietario del terreno.

## Costruzione

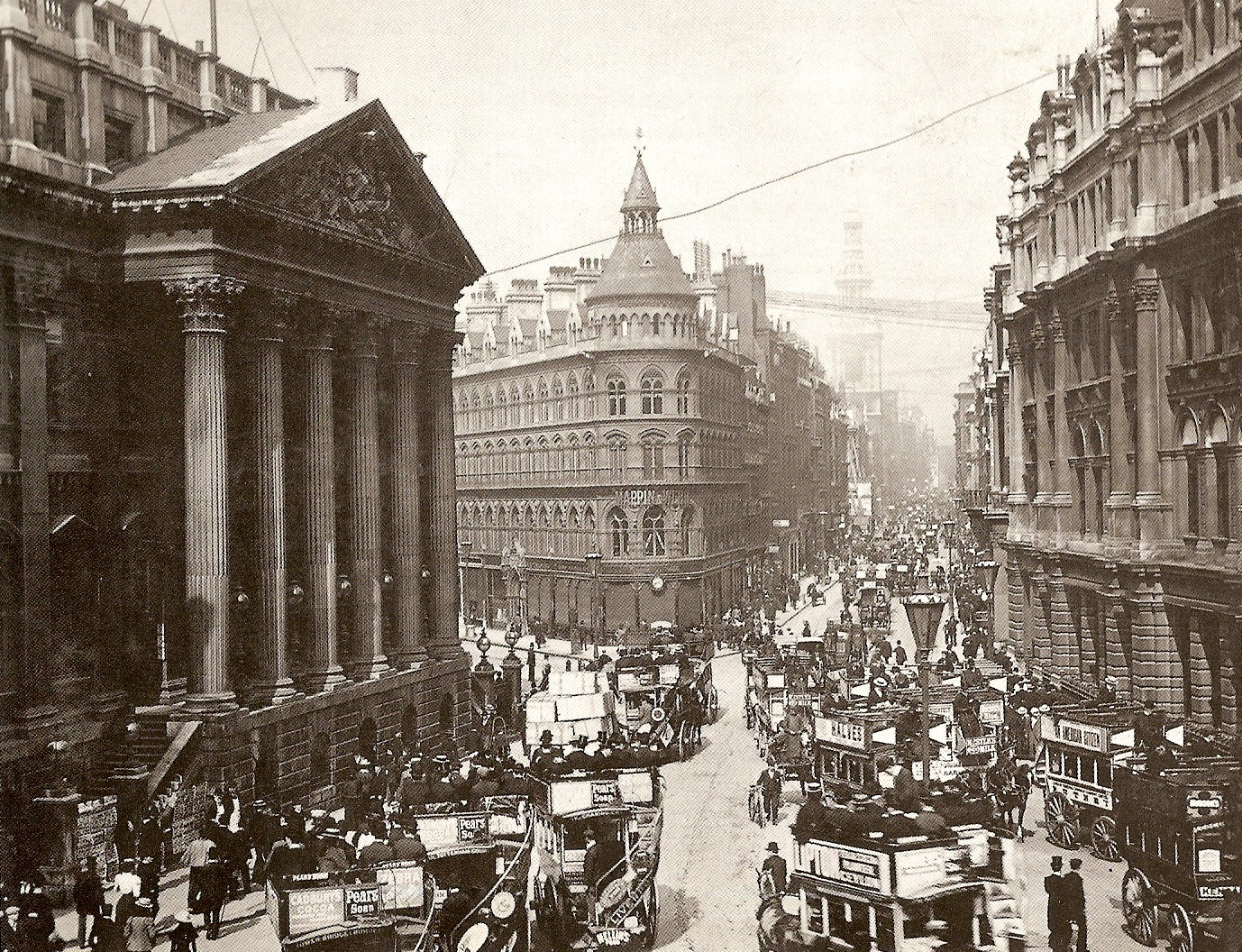
L'edificio Mappin & Webb di John Belcher al centro in una foto scattata intorno al 1902

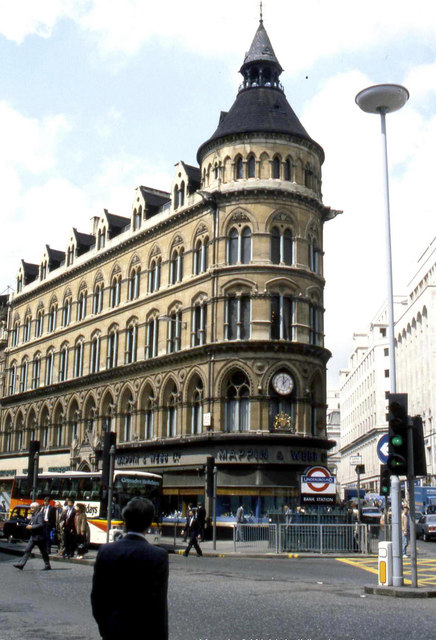
L'edificio Mappin & Webb nel 1993, demolito per far posto al N. 1 Poultry

Per quanto riguarda la facciata angolare rivolta verso Mansion House, una zona di conservazione, la ricostruzione ha attirato molta opposizione in particolare per il fatto che era un edificio neo-gotico storico del XIX secolo occupato dai gioiellieri della corona Mappin e Webb. Era stato progettato da John Belcher nel 1870.
L'edificio per uffici di Ludwig Mies van der Rohe era stato disegnato nel 1969, come Mansion House Square. Il contro-argomento di successo venne ripetuto dal principe Carlo nel suo discorso del 1984 al Royal Institute of British Architects, definendo il progetto come "un altro gigantesco ceppo di vetro, più adatto al centro di Chicago che alla City di Londra" e il progetto venne poi scartato.
Un importante scavo archeologico intrapreso dal Museum of London Archaeology Service, diretto da Peter Rowsome, ha portato a scoperte significative, tra cui un canale di scolo in legno lungo la principale strada romana. Usando la dendrocronologia, è stato datato all'anno 47, dimostrando che la Londinium romana si era sviluppata in questa parte della città in quella data.
La costruzione è stata completata nel 1997. L'edificio confina con altri edifici più piccoli a est.

## Uso
Il N. 1 Poultry comprende uno spazio misto di vendita al dettaglio e uffici.
Un ristorante occupa il tetto e dispone di una terrazza e di un giardino con ampie vedute sulla città. È apparso nella cerimonia di apertura dei Giochi Olimpici del 2012 nel segmento "Happy and Glorious" che ha visto Daniel Craig (come James Bond) trasportare la regina Elisabetta II allo Stadio Olimpico in elicottero.
La terrazza, a 24 metri dal suolo, ha ottenuto notorietà nella City per essere stata oggetto di sei casi di suicidio di persone che si sono gettate dal suo livello: nel 2007, 2009, due volte nel 2012, nel 2015, e nel 2016.

## Proprietari
Per quattro anni l'edificio è stato di proprietà della società Heinrich Feldman che lo ha venduto a Perella Weinberg Partners per 110 milioni di sterline, guadagnando il 4,8%, nel 2014.